# Gynoplistia (Dirhipis) striatipennis
Gynoplistia (Dirhipis) striatipennis is een tweevleugelige uit de familie steltmuggen (Limoniidae). De soort komt voor in het Neotropisch gebied.